# Pierce the Veil
A Pierce the Veil (PTV) amerikai rockzenekar.
Tagok: Vic Fuentes, Tony Perry és Jaime Preciado. Korábbi tagok: Mike Fuentes. Több műfajban játszanak: pop-punk, post-hardcore, emo, kísérletezős (experimental) rock.
A zenekar 2006-ban alakult San Diegóban, a "Before Today" feloszlása után. Népszerűsége ellenére sokan kritizálják a PTV-t a szövegeik miatt, és Vic Fuentes hangja miatt. Vic Fuentes 2019-ben bejelentette, hogy új albumon dolgozik az együttes.

## Diszkográfia
- A Flair for the Dramatic (2007)
- Selfish Machines (2010)
- Collide with the Sky (2012)
- Misadventures (2016)
- The Jaws of Life (2023)